# Сальпи (родина)
Сальпи (Salpidae) — єдина родина ряду Salpida. Це бочкоподібні, планктонні покривники. Вони рухаються, перекачуючи воду через своє желатинове тіло.

## Опис
Відомо близько 43 видів. Поширені в усіх океанах, крім Північного Льодовитого. Одиночні і колоніальні тварини. Тримаються переважно поблизу поверхні води. Здатні до світіння (за рахунок симбіотичних бактерій).
Довжина від декількох міліметрів до 33 см. Серце на черевному боці, кровоносна система незамкнута. Нервова система представлена надглоточним нервовим вузлом, над яким розташовано світлочутливі осередки. Дихають зябрами. Сальпи живляться фітопланктоном, фільтруючи воду. Самі є кормом для деяких риб, морських черепах.

## Розмноження
Гермафродити. Життєвий цикл відбувається з чергуванням статевого і безстатевого поколінь. Безстатеві особини розмножуються брунькуванням. Розвиток без стадії личинки. У дорослих зникає хорда і хвіст.

## Класифікація
Список родів і видів згідно з World Register of Marine Species:
| - Ряд Salpida - Родини Salpidae - Рід Brooksia Metcalf, 1918 - Brooksia berneri van Soest, 1975 - Brooksia rostrata (Traustedt, 1893) - Рід Cyclosalpa de Blainville, 1827 - Cyclosalpa affinis (Chamisso, 1819) - Cyclosalpa bakeri Ritter, 1905 - Cyclosalpa foxtoni Van Soest, 1974 - Cyclosalpa ihlei van Soest, 1974 - Cyclosalpa pinnata (Forskål, 1775) - Cyclosalpa polae Sigl, 1912 - Cyclosalpa quadriluminis Berner, 1955 - Cyclosalpa sewelli Metcalf, 1927 - Cyclosalpa strongylenteron Berner, 1955 - Рід Helicosalpa Todaro, 1902 - Helicosalpa komaii (Ihle & Ihle-Landenberg, 1936) - Helicosalpa virgula (Vogt, 1854) - Helicosalpa younti Kashkina, 1973 - Рід Ihlea Metcalf, 1919 - Ihlea magalhanica (Apstein, 1894) - Ihlea punctata (Forskål, 1775) - Ihlea racovitzai (van Beneden & Selys Longchamp, 1913) - Рід Metcalfina - Metcalfina hexagona (Quoy & Gaimard, 1824) - Рід Pegea Savigny, 1816 - Pegea bicaudata (Quoy & Gaimard, 1826) - Pegea confederata (Forsskål, 1775) - Pegea confoederata (Forskål, 1775) | - - - Рід Ritteriella Metcalf, 1919 - Ritteriella amboinensis (Apstein, 1904) - Ritteriella picteti (Apstein, 1904) - Ritteriella retracta (Ritter, 1906) - Рід Salpa Forskål, 1775 - Salpa aspera Chamisso, 1819 - Salpa fusiformis Cuvier, 1804 - Salpa gerlachei Foxton, 1961 - Salpa maxima Forskål, 1775 - Salpa thompsoni (Foxton, 1961) - Salpa tuberculata Metcalf, 1918 - Salpa younti van Soest, 1973 - Рід Soestia (also accepted as Iasis) - Soestia cylindrica (Cuvier, 1804) - Soestia zonaria (Pallas, 1774) - Рід Thalia - Thalia cicar van Soest, 1973 - Thalia democratica (Forskål, 1775) - Thalia longicauda (Quoy & Gaimard, 1824) - Thalia orientalis Tokioka, 1937 - Thalia rhinoceros van Soest, 1975 - Thalia rhomboides (Quoy & Gaimard, 1824) - Thalia sibogae van Soest, 1973 - Рід Thetys Tilesius, 1802 - Thetys vagina Tilesius, 1802 - Рід Traustedtia - Traustedtia multitentaculata (Quoy & Gaimard, 1834) - Рід Weelia Yount, 1954 - Weelia cylindrica (Cuvier, 1804) |